# Shiori Kutsuna
Shiori Kutsuna (忽那 汐里, Kutsuna Shiori, nascida em 22 de dezembro de 1992) é uma atriz nipo-australiana e ídolo, mais conhecida por seu papel como Ran Mori em Shinichi Kudo's Written Challenge!, Minami Maho em Beck, Natsume em Unforgiven, e Yukio em Deadpool 2 e Deadpool & Wolverine. Em 2014, ela venceu o Prêmio de Cinema da Academia do Japão como Iniciante do Ano.

## Primeiros anos
Kutsuna nasceu em 22 de dezembro de 1992 em Killarney Heights, Sydney, Austrália. Ela viveu na Austrália até os 14 anos de idade antes de se mudar para o Japão para seguir uma carreira como ídolo e atriz.

## Carreira
Em 2006, Kutsuna ganhou o Prêmio do Juiz no Concurso Nacional de Beleza Jovem do Japão, em 2006.
Em 2009, ela teve seu primeiro papel principal. Ela interpretou o papel de Tsugumi Nitobe em 7 Mannin Tantei Nitobe, uma estudante universitária comum que tem 70.000 amigos na Internet e resolve casos difíceis usando os cérebros deles.
Em 2011, ela foi escalada para interpretar Ran Mori em um drama especial de live-action de Detective Conan, uma popular série de mangá escrita por Gosho Aoyama. Ela substituiu Tomoka Kurokawa, que interpretou Ran nos especiais anteriores em 2006 e 2007.
Em 2012, ela foi nomeada Melhor Atriz Nova de 2011 pela revista Kinema Junpo.
Ela interpretou a mutante Yukio no filme Deadpool 2, de 2018.

## Vida pessoal
Em 2011, juntamente com as atrizes Mayuko Kawakita e Riko Narumi, Kutsuna se formou na Horikoshi High School.
Em 2013, ela abandonou a faculdade, antes de iniciar seu terceiro ano, em prol de sua carreira. Sua agência disse: "Era realmente difícil para ela trabalhar enquanto estudava. Ela teve dificuldade em assistir às aulas devido ao seu trabalho em dramas. Ela aceitou isso e desistiu. Ela agora estará focada em sua carreira de atriz".
Kutsuna é fluente em inglês e japonês. Ela é afiliada à Promoção do Oscar.

## Filmografia

### Filmes
| Ano  | Título                                                                       | Papel                 | Notas             | Ref.   |
| ---- | ---------------------------------------------------------------------------- | --------------------- | ----------------- | ------ |
| 2009 | Guardian Angel                                                               | Ryoko                 |                   | [ 3 ]  |
| 2010 | Chonmage Purin                                                               |                       |                   |        |
| 2010 | BECK                                                                         | Minami Maho           |                   | [ 4 ]  |
| 2011 | My Back Pages                                                                | Mako Kurata           |                   |        |
| 2011 | 3 nen B gumi Kinpachi Sensei: Final                                          | Kanai Akiko           |                   |        |
| 2011 | Shojotachi no Rashinban                                                      | Eshima Ran            |                   |        |
| 2011 | Shinichi Kudo's Written Challenge! The Mystery of the Legendary Strange Bird | Ran Mouri             |                   | [ 5 ]  |
| 2012 | Shinichi Kudo and the Kyoto Shinsengumi Murder Case                          | Ran Mouri             |                   | [ 6 ]  |
| 2012 | The Life of Guskou Budori                                                    | Neri (voz)            | Versão em japonês | [ 7 ]  |
| 2013 | Petal Dance                                                                  | Haraki                |                   | [ 8 ]  |
| 2013 | Before The Vigil                                                             | Machiko Yamada        |                   | [ 9 ]  |
| 2013 | Unforgiven                                                                   | Natsume               |                   | [ 10 ] |
| 2014 | Oh! Father                                                                   | Taeko                 |                   | [ 11 ] |
| 2015 | 125 Years Memory                                                             | Haru/Harumi           |                   | [ 12 ] |
| 2016 | Kingsglaive: Final Fantasy XV                                                | Lunafreya Nox Fleuret | Versão em japonês | [ 13 ] |
| 2017 | Kiseki                                                                       | Rika                  |                   |        |
| 2017 | Cat Collector's House                                                        | Michiru Towada        |                   |        |
| 2017 | Oh Lucy!                                                                     | Mika Ogawa            |                   |        |
| 2018 | The Outsider                                                                 | Miyu                  |                   |        |
| 2018 | Deadpool 2                                                                   | Yukio                 |                   | [ 14 ] |
| 2019 | Murder Mystery                                                               | Suzi Nakamura         |                   |        |
| 2024 | Deadpool & Wolverine                                                         | Yukio                 | Pós-produção      | [ 15 ] |

### Televisão
| Ano  | Título                            | Papel                                        | Notas                                 | Ref.   |
| ---- | --------------------------------- | -------------------------------------------- | ------------------------------------- | ------ |
| 2007 | 3 nen B gumi Kinpachi Sensei 8    | Akiko Kanai                                  |                                       |        |
| 2008 | Taiyo to Umi no Kyoshitsu         | Risa Fujisawa                                | 10 episódios                          |        |
| 2009 | Mei-chan no Shitsuji              | Amo Rin                                      | 10 episódios                          |        |
| 2009 | 70 000 People Detective Nitobe    | Tsugumi Nitobe                               |                                       | [ 16 ] |
| 2009 | The Witch Trial                   | Haruka Kashiwagi                             | 10 episódios                          |        |
| 2009 | Shōkōjo Seira                     | Kaori Mizushima                              | 10 episódios                          |        |
| 2010 | Graduation Song                   | Mami Sato                                    | 2 episódios                           |        |
| 2011 | Jidankoshonin Gota Keshi          | Ayano Sakura                                 | 13 episódios                          |        |
| 2011 | Gō                                | Sen                                          | 46 episódios                          |        |
| 2011 | Shinichi Kudo's Written Challenge | Ran Mori                                     | 2 episódios                           | [ 17 ] |
| 2011 | Kaseifu no Mita                   | Yui Asuda                                    | 11 episódios                          |        |
| 2012 | O-PARTS                           | Yuki Miyamae                                 | 4 episódios                           |        |
| 2012 | Yo nimo Kimyo na Monogatari       | Misa Kashiwagi                               | Telefilme Segmento 4: "Changing Room" |        |
| 2012 | 20nen-go no Kimi e                | Mariko Sawada                                | Telefilme                             |        |
| 2012 | Single Mothers                    | Yukino Kijima                                | 8 episódios                           |        |
| 2013 | Nakuna, Hara-chan                 | Kiyomi Konno                                 | 8 episódios                           |        |
| 2013 | The Family Game                   | Sara Mizukawa / Maika Asami / Maki Tachibana | 10 episódios                          |        |
| 2013 | Machiisha Jumbo!!                 | Asuka Baba                                   | 12 episódios                          | [ 18 ] |
| 2014 | Nezumi, Edo wo Hashiru            | Kosode                                       | 6 episódios                           |        |
| 2014 | Bitter Blood                      | Hitomi Maeda                                 | 11 episódios                          |        |
| 2014 | Ukai ni Koishita Natsu            | Yuzu Tachibana                               | Telefilme                             |        |
| 2016 | Kamogawa Shokudo                  | Koishi Kamogawa                              | 8 episódios                           | [ 19 ] |
| 2017 | 1942-nen no Play Ball             | Kimiko                                       | Telefilme                             | [ 20 ] |

### Jogos eletrônicos
| Ano  | Título               | Papel | Notas             |
| ---- | -------------------- | ----- | ----------------- |
| 2010 | Xenoblade Chronicles | Melia | Versão em japonês |

### Comerciais
| 2008 - NTT東日本 DENPO115 - POCKY 2008-2010 (第50 - 51代 Pocky Princess) - Aera Home クラージュ - TAKARATOMY Hi-kara 2010 - MOS Burger - KYOTO KIMONO YUZEN | 2011 - SUNTORY Oolong Tea Premium Clear - dip はたらくスマイルプロジェクト (星野夏子 役) 2012 - Aera Home「環境設計の家」 - DAIHATSU Campaign (ダイハツ キャンペーン) - カリエ Noz BEASHOW - EPSON (セイコーエプソン カラリオ) | 2013 - Pokka「ヒラメキ宣言」 - Pokka キレートレモン - LION デンタークリアMAXライオン 2014 - ゲオホールディングス 2nd STREET / JUMBLE STORE - MOSDO! - Pokka 企業 - Hay Day (Supercell ヘイ・デイ) |

### Vídeos promocionais
- 11 de dezembro de 2008 — ORANGE RANGE Oshare Banchou feat. Soy Sauce 「おしゃれ番長 feat.ソイソース / 中華料理 篇」[35]
- 17 de junho de 2009 — ASIA ENGINEER「僕にできる事のすべて」[36]

## Prêmios
| Ano  | Prêmio                               | Categoria                                        | Trabalhos Notáveis                 | Resultado | Ref.                |
| ---- | ------------------------------------ | ------------------------------------------------ | ---------------------------------- | --------- | ------------------- |
| 2006 | 11th Japan Bishōjo Contest           | Prêmio Especial do Júri                          | Ela mesma                          | Venceu    |                     |
| 2010 | 2nd TAMA Cinema Awards               | Melhor Atriz em Ascensão                         | BECK & Looking up at the Half-Moon | Venceu    | [ 37 ]              |
| 2010 | 7th Beauty Week Award                | O Melhor da Beleza                               | Ela mesma                          | Venceu    | [ 38 ]              |
| 2011 | 85th Kinema Junpo Award              | Melhor Atriz Nova                                | My Back Pages                      | Venceu    | [ 39 ]              |
| 2011 | 9th Clarino Beautiful Legs Award     | Categoria Adolescente                            | Ela mesma                          | Venceu    | [ 40 ]              |
| 2011 | 2nd Japan Wedding Best Dresser Award | Prêmio Melhor Vestido de Casamento               | Ela mesma (com Ayame Goriki)       | Venceu    | [ 41 ]              |
| 2012 | 66th Mainichi Film Award             | Prêmio de Iniciante no Grande Prêmio de Sponichi | My Back Pages                      | Venceu    | [carece de fontes?] |
| 2012 | 54th Blue Ribbon Awards              | Melhor Atriz Coadjuvante                         | N/A                                | Indicada  | [ 42 ] [ 43 ]       |
| 2012 | Japan Natto Cooperative Society      | Natto Queen                                      | Ela mesma                          | Venceu    | [ 44 ]              |
| 2013 | 77th Television Drama Academy Awards | Melhor Atriz Coadjuvante                         | N/A                                | Indicada  | [ 45 ]              |
| 2014 | 37th Japan Academy Prize             | Iniciante do Ano                                 | Unforgiven & Before The Vigil      | Venceu    | [ 46 ] [ 47 ]       |